# Stadtoldendorf
Stadtoldendorf er en by i den østlige del af Landkreis Holzminden i den tyske delstat Niedersachsen, med 5.638 indbyggere (2012), og administrationsby af amtet Eschershausen-Stadtoldendorf.

## Geografi
Byen ligger ved udkanten af Naturpark Solling-Vogler, omgivet af mittelgebirge- og højdedragene Homburgwald mod nord, Elfas mod øst, Amtsberge mod sydøst, Holzberg og Solling mod syd, Burgberg mod vest og Vogler mod nordvest. Vest for den gamle bydel dannes vandløbet Forstbach ved sammenløbet af Eberbach og Rauchbach.
Stadtoldendorf grænser til (med uret fra nord), kommunerne Eschershausen, Lenne, Wangelnstedt, Heinade, Deensen, Arholzen og Negenborn. På nær Negenborn ligger de alle i Samtgemeinde Eschershausen-Stadtoldendorf.